# Cerfull
El cerfull (Anthriscus cerefolium), és una espècie de planta amb flors de la família de la família de les apiàcies, que s'usa com a condiment uns dels component de les fines herbes de la cuina francesa.
Addicionalment pot rebre els noms de cerfull ver i timó negre. També s'han recollit les variants lingüístiques cerafoll, cerefoll, cerepoll, cerpull, sarfull, sarpull, serpoll i serpull.

## Distribució
És una planta nativa d'Europa oriental. el Caucas, Turquia i Turkmenistan, que s'ha expandit per gairebé tot Europa, nord d'Àfrica i Amèrica del nord.

## Descripció
És un planta herbàcia anual, amb la tija dreta, que fa de 30 a 80 cm. Fulles compostes. Flors blanques, petites, agrupades en inflorescències, umbel·les compostes. Fruits negres.
Una altra espècie similar és A. sylvestris anomenada vulgarment cerfull bord i que es troba en els prats de dall de muntanya.